# Landesberufsschule für das Hotel- und Gaststättengewerbe
Die Landesberufsschule für das Hotel- und Gaststättengewerbe (kurz: Hotelfachschule) ist eine Berufsschule in Villingen-Schwenningen, Stadtbezirk Villingen. Für die Schüler steht ein Internat mit 600 Plätzen zur Verfügung. Die Schule „ist international bekannt für ihre hervorragende Ausbildung des Nachwuchses aus Gastronomie und Hotellerie“. Sie unterhält Partnerschaften mit Schulen in Frankreich, Italien, Ungarn (Kecskemét) und Wales.
Neben mehreren Neubauten nutzt die Hotelfachschule das ehemalige Gebäude des Villinger Krankenhauses (Friedrich-Krankenhaus) in der Herdstraße 4. Das Gebäude wurde bereits um 1900 geplant und nach drei Jahren Bauzeit 1911 eröffnet. Es steht unter Denkmalschutz. In der zugehörigen katholischen Kapelle befinden sich Wandbilder Waldemar Flaigs.